# Röd spindelapa
Röd spindelapa (Ateles geoffroyi) är en art av spindelapa.  Den lever Centralamerika, från Mexiko till Panama.  Arten delas in i sju underarter, A g azuerensis, A g frontatus, A g geoffroyi, A g grisecens, A g ornatus, A g vellerosus, och A g yucatanensis  Även arten A fusciceps (Brunhuvad spindelapa) räknas ibland som underart till Ateles geoffroyi.  Arten är akut utrotningshotad, eftersom population har minskat 80% på grund av habitatförlust och jakt.

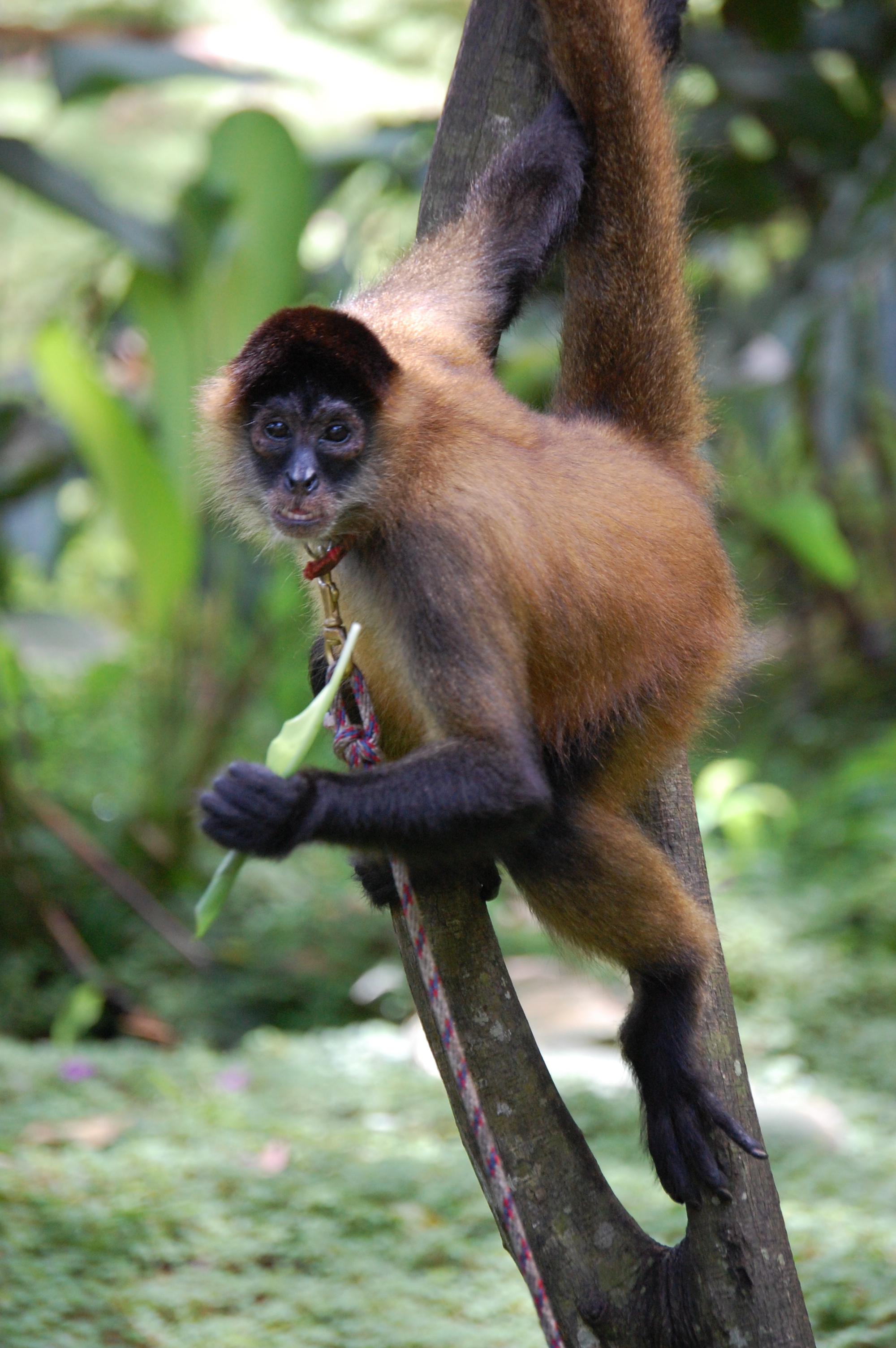

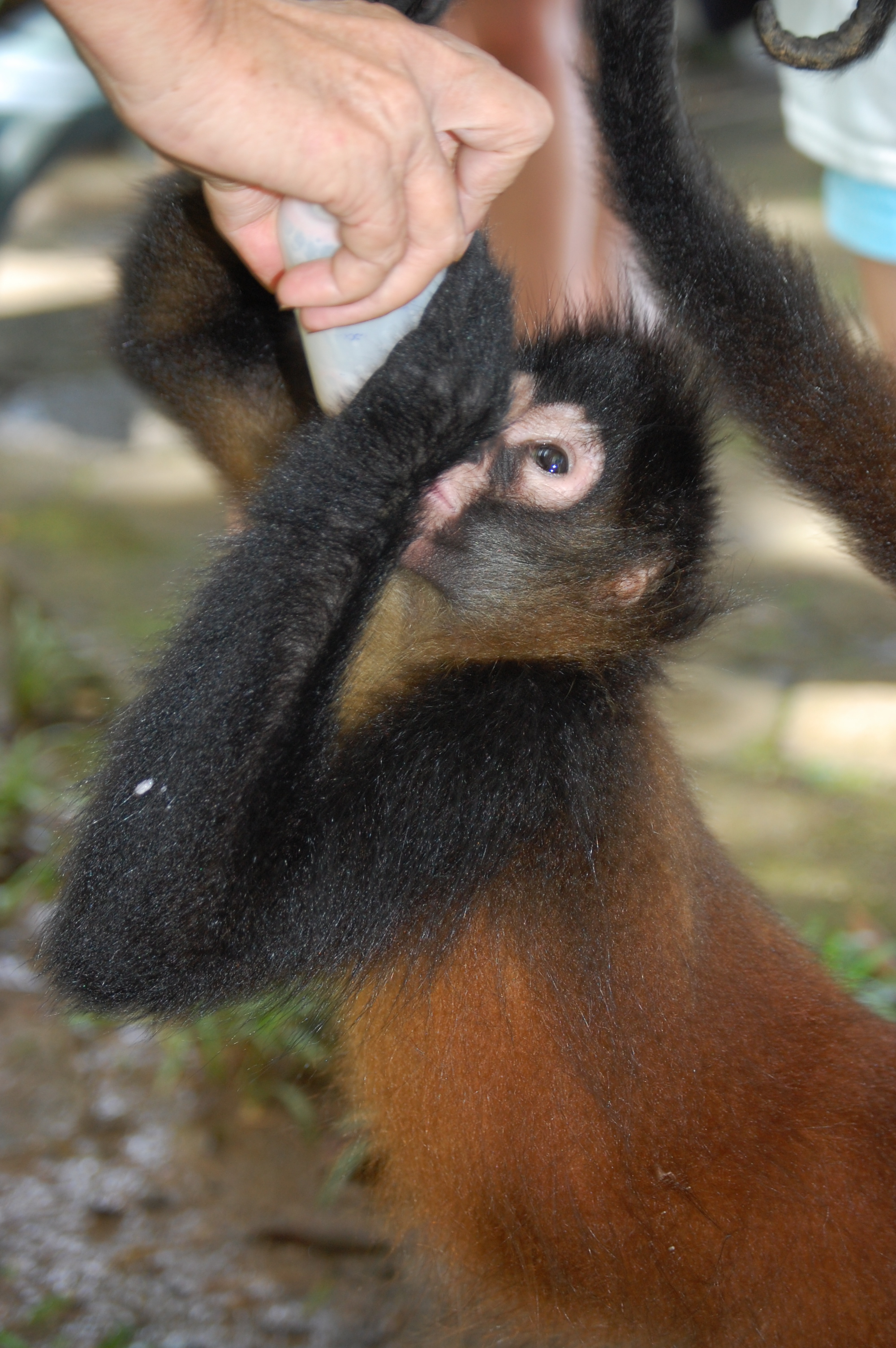

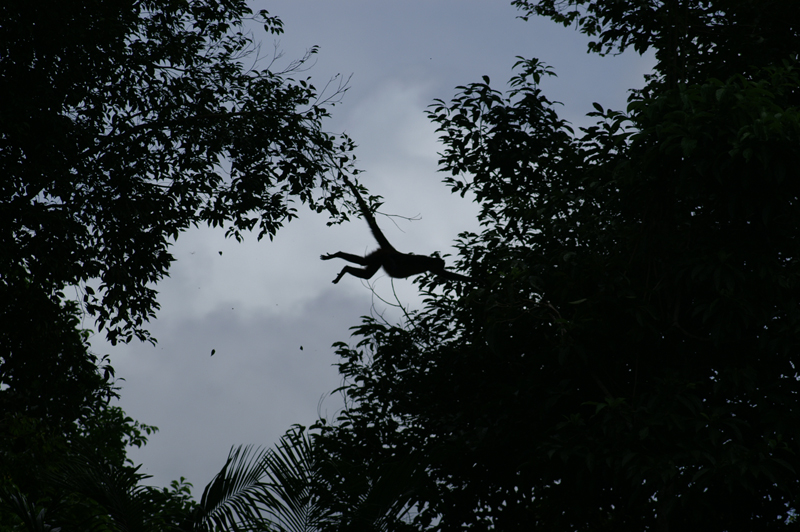

## Underarter
- A g azuerensis: Förekommer enbart på Azuero-halvön i Panama
- A g frontatus: Nicaragua och Costa Rica
- A g geoffroyi: Nicaragua och Costa Rica
- A g grisecens: Gränslandet mellan Panama och Colombia
- A g ornatus: Panama
- A g vellerosus: Mexiko, Guatemala, El Salvador och Honduras
- A g yucatanensis: Yucatanhalvön i Mexiko, samt Guatemala och Belize

## Beskrivning
Den röda spindelapan har en päls som namnet till trots inte är oföränderligt röd. Istället kan färgen variera mellan olika underarter, från röd till gyllenbrun och mörkbrun. Händer och fötter är svarta, och den har ofta ljusare päls kring ögon och nos. Den kan vara 38-52 cm lång, och väger omkring 7,5 kg.  Gripsvansen kan vara upp till 84 cm lång. De förflyttar sig främst genom att svinga sig från gren till gren,  hängande i armarna, mera sällan springande på alla fyra ovanpå grenarna.

## Ekologi
Arten lever främst i primär låglandsregnskog, och återfinns ibland även i lövfällande skog.  De röda spindelaporna tillbringar liksom andra spindelapor det mesta av sin tid högt uppe i trädkronorna, mer än 30 meter över marken, och förflyttar sig genom att svinga sig i armarna.  Dieten utgörs till allra största delen av mogna mjuka frukter, även om de också äter en del blommor och späda skott.  Genom att äta hela frukter får de stor betydelse som fröspridare.
De lever i flockar med omkring 16-24 individer, som delar upp sig i smågrupper när de är aktiva. Normalt föds en unge i taget efter en graviditet på 226-232 dagar.  